# Joan I de Montferrat
Joan I de Montferrat, dit el Just, fou marquès de Montferrat del 1292 al 1305. Fou el darrer marquès de la dinastia Aleramici.

## La lluita per recuperar territoris
Joan era fill del marquès Guillem VII de Montferrat i de la seva segona esposa Beatriu, filla d'Alfons X de Castella. No es coneix la data ni el lloc de naixement, però segons ha deduït G. A .Irico, probablement va ser vers el 1278, mentre el seu pare era capità de Milà. De jove va estar sota la tutela del marquès de Saluzzo, Tomàs III de Savoia, que havia assumit la defensa del Marquesat de Monferrat mentre el seu pare estava captiu.
Quan el pare va morir, l'any 1292, Joan el va succeir en el títol. El territori que va heretar estava malmès i afeblit per tantes guerres entre diverses ciutats piemonteses. Carles II d'Anjou, rei de Nàpols va voler intervenir en la política piemontesa i evitar que tornessin a sorgir els conflictes que van haver durant el govern de Guillem VII, instaurant un sistema de vassallatge.
Joan volia recuperar territori que havia perdut el seu pare i va llitar contra les ciutats d'Alessandria i Asti. La situació, però, havia canviat i ara molts eren els qui cobejaven apropiar-se del marquesat: el Ducat de Milà i el Ducat de Savoia, els primers. Felip I de Savoia temia que Joan volgués reconquerir Collegno, Grugliasco, Torí i Pianezza, ciutats importants que havien estat sota el control de Montferrat en l'època de Guillem VII.
Les seves campanyes militars el van portar a ser senyor de Novara (1299-1301) i senyor d'Asti (1303-1304). En un primer moment la lliga capitanejada per Joan de Monferrat contra Mateu I Visconti, senyor de Milà, en va ser reeixida quan el 1302 va capturar la ciutat. El 1303 Joan va obtenir la submissió d'Asti.

## Mort
Mentre estava projectant altres campanyes contra els Savoia, es va emmalaltir greument el gener del 1305 i va morir, es creu que uns dies després d'haver fet el testament en el qual expressava la voluntat de confiar l'administració del marquesat a la ciutat de Pavia mentre arribava un successor, que podia ser: la seva germana Violant, casada amb l'emperador romà d'Orient Andrònic II Paleòleg o un dels seus fills. En segon lloc, en cas que Violant o els seus fills hi renunciessin, estava la seva tia Alessia o el fill de la seva tia Margarida, germana de Joan infant de Castella. En tercer lloc podia succeir Manfred, marquès de Saluzzo.
El testament estava signat pels cinc metges que el van atendre durant la malaltia, un dels quals va ser ajusticiat, ja que els altres metges el feien responsable de la seva mort. Joan va ser enterrat al costat dels seus avantpassats a l'abadia de Santa Maria de Lucedio.

## Matrimoni i descendència
El 23 de març del 1296 es va casar amb Margarida (? - 6 juliol del 1339 / 6 d'agost del 1349), filla d'Amadeu V de Savoia i de Sibil·la de Bresse. No van tenir descendència.